# 筆まめ
筆まめ（ふでまめ）は、ソースネクストが販売しているはがき作成ソフトウェアである。
また、株式会社クレオから分割され、ソースネクストの子会社として同ソフトウェアの開発を担当していた企業名でもある。本項では、はがき作成ソフトウェア「筆まめ」及び「株式会社筆まめ」の双方を扱う。

## 筆まめ（はがき作成ソフトウェア）
筆まめ（ふでまめ）は、株式会社モーリンが開発し、ソースネクスト株式会社が販売するはがき作成ソフトウェア。
もともとは、株式会社クレオが開発し、1990年に最初のバージョンを発売した。その後、2011年にはクレオの持株会社化に伴い、株式会社筆まめ名義による開発・販売となる。2017年のVer.28からはソースネクスト名義の販売になる。
葉書・毛筆ソフトとしては、2000年以降19年連続で売り上げNo.1である。
2017年現在、ソースネクストははがき作成ソフトウェアとして「筆王」「筆まめ」「宛名職人」の3本を販売しているが、筆まめは「年賀状のデザインにこだわるユーザー向け」と位置付けている。

### バージョン履歴
毛筆印刷ソフト 筆まめ
1990年10月発売。
対応機種はPC-98シリーズ、東芝DynaBook J-3100シリーズ。
開発は株式会社モーリンが行い、販売は株式会社クレオが担当した。
筆まめ Ver.2
1991年発売。
対応機種はPC-98シリーズ、東芝DynaBook J-3100シリーズ。
筆まめ Ver.3
1992年発売。
対応機種はPC-98シリーズ、東芝DynaBook J-3100シリーズ。
筆まめ Ver.4
1993年発売。
対応機種はPC-98シリーズ、DOS/V。
筆まめ Ver.5
1994年発売。
対応機種はPC-98シリーズ。
筆まめ for Windows
1994年発売。
Microsoft Windows 3.1に対応。
筆まめ for Macintosh
1995年発売。
漢字Talk 7.1/7.5に対応。
筆まめ Ver.6
1995年10月発売。
Microsoft Windows 3.1/Windows 95に対応。
筆まめ Ver.7
1996年発売。
Windows 95専用。郵便番号7桁に対応。
筆まめ Ver.8
1997年10月4日発売。
筆まめ Ver.9
1998年10月3日発売。しかし、同23日に不具合が見つかったため店頭から一時撤去。同27日よりアップデートを「サービスディスク」として添付して販売再開した。
筆まめ Ver.10
1999年10月2日発売。
筆まめ Ver.11
2000年10月6日発売。
筆まめ Ver.12
2001年10月6日発売。
筆まめ Ver.13
2002年10月5日発売。
筆まめ Ver.14
2003年9月19日発売。
筆まめ Ver.15
2004年9月17日発売。
筆まめ Ver.16
2005年9月16日発売。
イメージキャラクターには神木隆之介を起用した。
筆まめ Ver.17
2006年9月15日発売。
イメージキャラクターには眞鍋かをりを起用した。
筆まめ Ver.18
2007年9月14日発売。
イメージキャラクターには内山理名を起用した。
筆まめ Ver.19
2008年9月12日発売。
イメージキャラクターにはベッキーを起用した。
筆まめ Ver.20
2009年9月4日発売。
イメージキャラクターは昨年に引き続き、ベッキーを起用した。
筆まめ Ver.21
2010年9月3日発売。
イメージキャラクターは上戸彩。
筆まめ Ver.22
2011年9月2日発売。
イメージキャラクターは優香。
筆まめ Ver.23
2012年9月7日発売。
イメージキャラクターはウルトラセブン。
筆まめ Ver.24
2013年9月6日発売。
イメージキャラクターは昨年に続き、ウルトラセブン。
筆まめ Ver.25
2014年9月5日発売。
イメージキャラクターは天才バカボン。
筆まめ Ver.26
2015年9月4日発売。
筆まめ Ver.27
2016年9月2日発売。
筆まめ Ver.28
2017年9月6日発売。
企画：株式会社筆まめ、開発：株式会社筆まめ/株式会社モーリン、販売：ソースネクスト株式会社。
本バージョンより、販売元が親会社のソースネクストに移行した。
筆まめ Ver.29
2018年9月7日発売。
企画：株式会社筆まめ、開発：株式会社筆まめ/株式会社モーリン、販売：ソースネクスト株式会社。
筆まめ Ver.30
2019年9月6日発売。
開発：株式会社モーリン、販売・サポート：ソースネクスト株式会社。
本バージョンより開発は株式会社モーリン単独になり、株式会社筆まめの名前はクレジットに含まれなくなった。
筆まめ Ver.31
2020年9月4日発売。
開発：株式会社モーリン、販売・サポート：ソースネクスト株式会社。
筆まめ Ver.32
2021年9月3日発売。
開発：株式会社モーリン、販売・サポート：ソースネクスト株式会社。
筆まめ Ver.33
2022年9月7日発売。
開発：株式会社モーリン、販売・サポート：ソースネクスト株式会社。
筆まめ Ver.34
2023年9月5日発売。
開発：株式会社モーリン、販売・サポート：ソースネクスト株式会社。
筆まめ Ver.35
2024年9月3日発売。
開発：株式会社モーリン、販売・サポート：ソースネクスト株式会社。

### 筆まめフリー版/体験版
フリー版、体験版と称して無料で提供されていたバージョン。
2013年秋にリリースされた「筆まめVer.24 体験版」までは、印刷時に「見本」という文字が付加されて印刷されるなど、言葉通りの体験版であり、動作の確認や製品の性能評価を行うためのものだった。
2014年秋にはフリー版と名称を改めて「筆まめSelect2015フリー」がリリースされた。住所録として宛名の管理から通信面の印刷まですべての機能が利用でき、10分に1枚しか印刷できないなどの一部の機能に制限があるものの、投函できるはがきの印刷が可能となった。
2018年秋には、「筆まめVer.29 体験版」とフリー版から体験版に名称が変わったが機能面ではフリー版同様であった。これらは2020年秋リリースの「筆まめVer.31 体験版」まで提供されていた。Ver.32以降では提供されていない。

### 筆まめベーシック
書店で年賀状用として販売されるCD/DVD-ROM付きのムックなどに収録されているバージョン。製品バージョンに入っていたフォントやイラストなどの素材が収録されていないなどの差異がある。
しかし多くのムックでは、1年前に発売された製品バージョンからフォントやイラストなどの素材が取り除かれたベーシック版と、出版社独自のフォントやイラストなどの素材をセットで収録した形で提供されるため、実使用には支障がないようになっている。

### 筆まめ online 年賀状印刷
PCにソフトをインストールせずにWebブラウザを使ってインターネット上ではがきデザインの作成から印刷の注文までを行なえるサービスである。年賀状デザインは会員登録をすれば無料で利用できるが、印刷業者へ注文する際や、自宅のプリンタで印刷するためにダウンロードする際に費用が発生する。
2006年8月4日から25日まで、「筆まめonline」としてベータ版を公開した。この時点ではベータ版として自宅のプリンタで印刷する機能のみがあったが、この機能は正式版ではなくなることが予告された。
2006年11月1日から2006年12月22日まで、名称を「筆まめ online 年賀状印刷」として正式サービス提供開始。自宅のプリンタで印刷する機能は廃止され、指定の業者へ注文をして印刷する仕組みが正式に導入された。
2007年10月1日から2007年12月26日まで、2008年版のサービス提供。オンラインパスポート（素材利用権）を購入することで自宅のプリンタでの年賀状印刷に対応した。
2008年10月1日から2009年1月31日まで、2009年版サービスの提供。
2009年10月30日から2010年1月22日まで、2010年版サービスの提供。宛名のみを自宅プリンタで印刷する機能を追加。
2010年11月1日から、2011年版サービスの提供。
2011年4月1日、株式会社クレオの持株会社化の際に株式会社クレオネットワークスへ事業を引き継ぐ。筆まめとは別会社によるサービスとなる。
2013年3月27日、「筆まめonline」から「楽だねonline」に名称を変更。
2015年2月1日、株式会社アイフィスジャパンに事業譲渡。

## 株式会社筆まめ（かつての開発元）
EUS株式会社（イーユーエス）は、かつて存在したソースネクスト株式会社の子会社である。旧社名は株式会社筆まめ（FUDEMAME CO., LTD.）で、はがき作成ソフトウェア「筆まめ」などのソフトウェアの企画・開発・販売を行っていた。

### 沿革
- 2011年（平成23年）4月1日 - 株式会社クレオの持株会社化に伴い、同社よりソフトウェア製品の企画・開発・販売部門を新設分割する形で発足した[56]。
- 2015年（平成27年）
  - 4月 - 全株式が株式会社クレオから株式会社FPJに譲渡された[57][58]。株式会社FPJはシンガポールの投資ファンド運営会社・ACA Investments Pte.Ltd.の子会社ACA FPJ INVESTMENTS LTDが大株主となる特別目的会社である。
  - 7月1日 - 株式会社FPJが従前の株式会社筆まめを吸収合併し、株式会社筆まめに商号変更した。
- 2016年（平成28年）4月26日 - 株式会社ソフトフロントが株式会社筆まめを買収した[59][60][61][62][63]。
- 2017年（平成29年）
  - 2月6日 - ソースネクスト株式会社が株式会社筆まめの全株式を取得することでソフトフロントホールディングスと基本合意[64]。
  - 5月11日 - ソースネクストが当社全株式を取得した[65]。
  - 8月1日 - 販売・サポートを親会社のソースネクストに移管した[66]。
  - 8月3日 -「筆まめネット」の運営をソースネクストに移管した。
- 2019年（令和元年）
  - 7月15日 - 「筆まめクラウドサービス」をソースネクストに移管した[67]。
  - 9月17日 - 社名をEUS株式会社へ変更。
  - 9月24日 - 本社を横浜市西区へ移動。
- 2021年（令和3年）
  - 7月5日 - 親会社であるソースネクストの取締役会で解散を決議[68]。
  - 11月19日 - 清算結了、法人格消滅。

### かつての主な製品
- 筆まめ - はがき作成ソフト。2018年9月発売のVer29まで企画・開発に関与。それ以降はソースネクストへ移管。
- パーソナル編集長 - DTPソフト。2018年12月発売のVer13まで開発に関与。それ以降はソースネクストへ移管。
- デジカメde!!ムービーシアター - フォトムービー作成ソフト。Ver7まで開発に関与。それ以降はソースネクストへ移管。
- 主婦の友デジタル家計簿 - 主婦の友社が提唱する「袋分け式」家計簿ソフト
- プロアトラス - 地図ソフト。2007年4月にアルプス社から引き受けた[69]。2013年9月末日に販売終了。